# Armi da guerra
Armi da guerra è un'enciclopedia tematica pubblicata dalla De Agostini nella prima metà degli anni ottanta. Si compone di 144 fascicoli di circa 20 pagine l'uno, tematici, ciascuno dei quali riguardante uno specifico argomento delle tecnologie belliche del XX secolo.
Originariamente dovevano esserne stampati 120, ma poi vennero aggiunti altri 2 volumi per un totale di 24 fascicoli. Il prezzo originale, 2200 lire nel 1985, aumentò a 2600 nel 1988.
L'enciclopedia era una versione italiana di War Machines della Aerospace Publishing Ltd., Londra, con copyright datato dal 1983.

## Personale
La direzione era affidata ad Achille e Adolfo Boroli, Mario Nilo per la direzione editoriale, e Jason Vella per il settore fascicoli.
La Redazione era costituita da Maria Antonia Dominici e Renato Giulietti.
Collaboratori coinvolti erano, tra gli altri, Filippo Stefani, Chris Bishop e Chris Chant.
La traduzione era affidata tra gli altri, a Giuseppe Accame, Giorgio Batazzi, Mario Bucalossi.
Il settore grafico vedeva come coordinamento Otello Geddo e come realizzazione Franco Marinelli.

## Struttura
Questa opera era articolata in una dissertazione onnicomprensiva delle armi di terra, aria e mare impiegate in tutto il XX secolo, attualizzando il discorso alle realizzazioni e ai programmi presenti all'epoca (1983-86). Non vi erano sequenze particolari seguite dalla pubblicazione: il n.1 era relativo agli elicotteri d'attacco, il n. 2 ai carri armati moderni, il n. 3 alle Portaerei USA nel Pacifico, il n. 4 ai missili balistici nucleari. 
La pubblicazione, acquisibile in edicola o ordinandola come arretrato, si basava su un fascicolo monotematico, anche se talvolta vi era bisogno di un secondo per esaurire l'argomento. La sua lunghezza era infatti standard, 20 pagine, nelle quali vi era un articolo introduttivo al tema trattato di una pagina, poi venivano presi in esame i singoli 'oggetti' (pistole, carri armati, navi e qualunque altra arma) in schede assai prolisse, con una notevole cura ed eleganza nel linguaggio usato, che spiegava soprattutto la storia dell'oggetto in parola, mentre per le caratteristiche tecniche era presente una piccola scheda informativa.
Un elemento che non mancava mai era la ricchezza iconografica, non tanto relativa alle fotografie, quanto ad una serie di disegni a pastello, con la pagina centrale in genere dedicata ad un '3 viste' mentre era spesso presente anche un disegno in sezione o trasparente per far vedere il progetto al suo interno. In entrambi i casi si trattava di immagini generalmente molto curate e dettagliate, fatte interamente con tecniche antecedenti a quelle 'computerizzate' e vertenti su pastelli e forse acquerelli.
Il punto di vista della enciclopedia, nonostante che in Italia ne fosse pubblicata una versione italiana, era molto incentrato nelle vicende  e tecnologie del Regno Unito (specialmente la allora recentissima Guerra delle Falklands, ampiamente trattata in numerosi fascicoli). Anche il lessico e i termini usati erano molto "inglesi". 
Ovviamente, data la situazione internazionale, era estremamente sentita, e in questo certamente testimone di un'epoca, anche la tensione della Guerra Fredda, con la minaccia nucleare in primissimo piano.
Ogni fascicolo aveva circa 12-20 voci trattate, con una o 2 sviluppate meglio delle altre, con una vera e propria monografia, in genere intitolata 'In azione' (esempio, il Centurion in azione), e spesso un altro articolo d'approfondimento su temi particolari, che non erano delle vere e proprie voci enciclopediche.

## Un'enciclopedia nell'enciclopedia; forze armate nel mondo
La copertina aveva a sua volta caratteristiche proprie di notevole interesse, per sfruttare al meglio ogni spazio con informazioni utili. 
La prima pagina di copertina era dedicata al tema, con almeno una grande fotografia, spesso anche un disegno, il titolo del fascicolo, e una colorazione mai identica ai fascicoli immediatamente precedenti o successivi, sì da dargli una precisa identità e facilità di riconoscimento dagli altri.
La copertina interna anteriore era dedicata al personale e alle informazioni varie della pubblicazione, spesso erano presenti delle inserzioni pubblicitarie riguardanti altri libri. 
La terza e la quarta di copertina regalavano un'altra fonte preziosissima, specie in un contesto di testimonianza storica. Infatti analizzavano le forze armate contemporanee di tutto il mondo, con una particolare attenzione all'URSS, USA e GB. Le maggiori potenze erano titolari di 2, 3 o anche oltre 10 copertine, ma nella maggior parte dei casi un solo fascicolo bastava per parlare delle forze armate (l'Italia è nel n.2-4) in maniera onnicomprensiva, con la lista delle unità, delle armi e della storia di tutte le forze armate e paramilitari nazionali. 
Quando finì questo giro del mondo, al fascicolo 119,  si iniziò a trattare le pistole antiche, dal XIX secolo alla metà del XX. 3-4 di queste erano trattate in una breve scheda nella copertina interna, mentre la faccia esterna aveva le fotografie, di dimensioni rilevanti, e con il nome sistemato lì vicino.
Non è ben chiaro da dove vengano le informazioni su queste pistole e rivoltelle, mentre la mini-enciclopedia delle forze armate del mondo pare caratterizzata dallo stesso tipo di linguaggio e provenienza della enciclopedia principale, per cui era forse presente anche in War Machines. 
Quello che è certo, è che grazie anche a questa ulteriore aggiunta, molto necessaria per far comprendere gli effetti pratici degli 'oggetti' trattati, ne è derivata un'opera che ha affrontato in maniera davvero esaustiva la descrizione tecnica del mondo militare del XX secolo, lasciando solo pochi argomenti fuori dalla pubblicazione (esempio, i cacciatorpediniere della prima guerra mondiale).
Le ultime 20 delle 2880 pagine di questa enciclopedia uscirono verso l'inizio del 1988, circa 3 anni dopo l'inizio della distribuzione in edicola.

## Elenco numeri

### Volume 1
- N.1- Moderni carri da combattimento
- N.2- Elicotteri da combattimento (Italia/Marina)
- N.3- Portaerei USA nella Guerra del Pacifico (Italia/Aeronautica)
- N.4- I missili superficie-superficie (Italia/Esercito)
- N.5- Armi portatili automatiche della Seconda guerra mondiale (Francia/Esercito)
- N.6- I caccia moderni (Francia/Aeronautica)
- N.7- Mezzi di assalto anfibio (Francia/Marina)
- N.8- Missili superficie-aria (Giordania
- N.9- Bombardieri pesanti della II G.M. (Germania Ovest/Esercito)
- N.10- I treni blindati e i cannoni mobili su rotaia (Germania Ovest/Aeronautica)
- N.11- Elicotteri navali-(Germania Ovest/Marina)
- N.12- Moderne unità da pattugliamento-(G.B.-Esercito/1)

### Volume 2
- N.13- I veicoli corazzati degli anni '50/'60 (British Army/2)
- N.14- Aerei a getto della Seconda guerra mondiale
- N.15- I moderni cannoni e obici semoventi (British Army/4)
- N.16- Mitragliatrici della Seconda guerra mondiale
- N.17- Bombardieri del dopoguerra
- N.18- Navi da battaglia della Seconda guerra mondiale (UK/Marina/3)
- N.19- Carri armati leggeri e veicoli da esplorazione moderni
- N.20- Gli aerei da caccia della Prima guerra mondiale (RAF)
- N.21- I moderni fucili d'assalto (RAF/2)
- N.22- Gli aerei imbarcati (moderni) (RAF in Germania)
- N.23- Gli aerei alleati da attacco al suolo della Seconda guerra mondiale (RAF - comando supporto)
- N.24- Portaerei moderne

### Volume 3
- N.25- I missili antinave (USA, Marina/1)
- N.26- Carri dell'Asse Seconda guerra mondiale
- N.27- I sottomarini da attacco nucleari (USA, Marina/2)
- N.28- Aerei da ricognizione strategica e tattica
- N.29- Veicoli leggeri della Seconda guerra mondiale
- N.30- Incrociatori moderni
- N.31- I veicoli corazzati della Prima guerra mondiale (USA/Marina/7)
- N.32- Aerei di attacco moderni
- N.33- Autoblindo della Seconda guerra mondiale
- N.34- Pistole della 2 GM (US Navy/10)
- N.35- Missili aria-aria
- N.36- Elicotteri da attacco

### Volume 4
- N.37- Caccia notturni della Seconda guerra mondiale
- N.38- Artiglieria trainata moderna (USAF/1)
- N.39- Idrovolanti a scafo della Seconda guerra mondiale (USAF/2)
- N.40- Moderni cannoni contraerei semoventi
- N.41- Incrociatori della Seconda guerra mondiale
- N.42- Bombardieri leggeri e medi della Seconda guerra mondiale
- N.43- Moderni veicoli cingolati per la fanteria
- N.44- Cacciatorpediniere moderni
- N.45- I caccia a reazione del dopoguerra (USAF/6)
- N.46- Cannoni controcarri della Seconda guerra mondiale
- N.47- Moderni veicoli leggeri
- N.48- Le portaerei giapponesi della Seconda guerra mondiale (Marines/1)

### Volume 5
- N.49- I missili controcarri (US Marines)
- N.50- Piattafortme AEW
- N.51- L'artiglieria da campagna della Seconda guerra mondiale (F.A. cecoslovacche)
- N.52- Moderni aerei da trasporto
- N.53- Carri sovietici  e statunitensi della Seconda guerra mondiale
- N.54- Moderne unità di sostegno logistico
- N.55- Aerei imbarcati del dopoguerra
- N.56- L'artiglieria pesante della prima guerra mondiale (US.Army/5)
- N.57- Portaerei britanniche della Seconda guerra mondiale
- N.58- Moderni APC parte 1 (US.Army/7)
- N.59- I caccia fra le due guerre
- N.60- Cannoni contraerei pesanti della Seconda guerra mondiale

### Volume 6
- N.61- I primi caccia supersonici
- N.62- Sottomarini tedeschi, italiani e giapponesi della Seconda guerra mondiale
- N.63- Moderni APC ruotati (parte 2)
- N.64- Missili superficie-aria navali
- N.65- Fucili della Seconda guerra mondiale.
- N.66- Aerei imbarcati degli anni sessanta
- N.67- Carri armati britannici e francesi della Seconda guerra mondiale
- N.68- Navi da battaglia della Prima guerra mondiale
- N.69- Aerei da attacco moderni
- N.70- Artiglieria pesante della Seconda guerra mondiale
- N.71- Moderne fregate (parte 1)
- N.72- Caccia alleati della Seconda guerra mondiale

### Volume 7
- N.73 - Moderni veicoli anfibi e da neve
- N.74 - Il moderno armamento aria-superficie
- N.75 - Aerei antinave della Seconda guerra mondiale
- N.76 - Razzi bellici della Seconda guerra mondiale
- N.77 - Sottomarini missilistici moderni
- N.78 - Aerei imbarcati della Seconda guerra mondiale
- N.79 - Moderni autocarri da 1,5 a 5 t
- N.80 - Cannoni semoventi della Seconda guerra mondiale
- N.81 - Moderne pistole mitragliatrici
- N.82 - Cacciatorpediniere alleati della Seconda guerra mondiale
- N.83 - Mitragliatrici moderne
- N.84 - Moderni aerei marittimi

### Volume 8
- N.85 - I primi missili strategici
- N.86 - Fucili della Prima guerra mondiale
- N.87 - Moderne fregate (parte 2)
- N.88 - Armi contraerei leggere della Seconda guerra mondiale
- N.89 - Aerei da trasporto e da attacco della Seconda guerra mondiale
- N.90 - Incrociatori corazzati della Prima guerra mondiale
- N.91 - Dirigibili della Prima guerra mondiale
- N.92 - Semicingolati della Seconda guerra mondiale
- N.93 - Moderne armi contraerei trainate
- N.94 - Semoventi controcarri della Seconda guerra mondiale
- N.95 - Moderni sottomarini a propulsione diesel
- N.96 - Elicotteri del dopoguerra

### Volume 9
- N.97  - Mitragliatrici della Prima guerra mondiale
- N.98  - Moderni materiali da combattimento del genio
- N.99  - Caccia dell'Asse della Seconda guerra mondiale
- N.100 - Navi spia
- N.101 - Moderne armi di sostegno della fanteria
- N.102 - Sottomarini alleati della Seconda guerra mondiale
- N.103 - Armi di sostegno della fanteria della Seconda guerra mondiale
- N.104 - Aerei da trasporto del dopoguerra
- N.105 - Armi controcarri della fanteria della Seconda guerra mondiale
- N.106 - Moderni aerei COIN
- N.107 - Cacciatorpediniere dell'Asse della Seconda guerra mondiale
- N.108 - Armi aria-superficie della Seconda guerra mondiale

### Volume 10
- N.109 - Moderne unita navali per la guerra di mine
- N.110 - Moderni veicoli pesanti
- N.111 - Moderni lanciarazzi multipli
- N.112 - Veicoli corazzati speciali
- N.113 - Veicoli anfibi della Seconda guerra mondiale
- N.114 - Navi di scorta della Seconda guerra mondiale
- N.115 - Artiglieria da campagna della Prima guerra mondiale
- N.116 - Moderne armi contraerei delle unità navali
- N.117 - Mezzi navali costieri della Seconda guerra mondiale
- N.118 - Lanciafiamme della Seconda guerra mondiale
- N.119 - Aerei d'attacco al suolo dell'Asse
- N.120 - Indice degli argomenti ; Indice analitico

### Volume 11
- N.121 - Moderni sistemi d'arma subacquei (Parte 1)
- N.122 - Pistole moderne
- N.123 - Navi di assalto anfibio della Seconda guerra mondiale
- N.124 - Artiglierie navali moderne
- N.125 - Idrovolanti della Seconda guerra mondiale
- N.126 - Autocarri della Seconda guerra mondiale
- N.127 - Sommergibili della Prima guerra mondiale
- N.128 - Pistole della Prima guerra mondiale
- N.129 - Portaerei del dopoguerra
- N.130 - Moderni trattori cingolati
- N.131 - Aerei leggeri della Seconda guerra mondiale
- N.132 - Moderni sistemi d'arma subacquei (Parte 2)

### Volume 12
- N.133 - Moderni fucili per tiratori scelti
- N.134 - Bombardieri della Prima guerra mondiale
- N.135 - Navi da battaglia pre-Dreadnought
- N.136 - Fucili da caccia per impiego militare
- N.137 - Moderni hovercraft militari
- N.138 - Incrociatori leggeri della Prima guerra mondiale
- N.139 - Armi per ordine pubblico
- N.140 - Armi della fanteria nel dopoguerra
- N.141 - Navi mercantili armate delle due guerre mondiali
- N.142 - I primi missili superficie-aria
- N.143 - La nuova generazione di veicoli da combattimento
- N.144 - Le armi strategiche del futuro